# ローマ (戦艦)
ローマ (Roma) は、イタリア海軍の戦艦。ヴィットリオ・ヴェネト級戦艦の4番艦。艦名はローマに因む。

## 艦歴

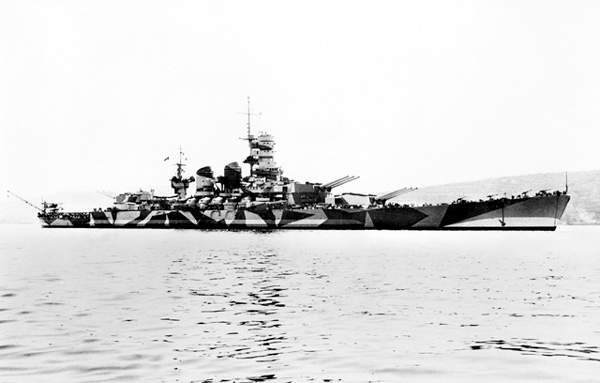
戦艦「ローマ」

「ローマ」はトリエステで1938年9月18日に起工され、1940年6月9日に進水した。1941年3月にマタパン岬沖海戦で戦艦「ヴィットリオ・ヴェネト」が損傷。シャフトブラケットが破損しており「ローマ」のものを用いて修理することになったため、4月4日に「ローマ」は曳航されてトリエステを出発しヴェネチアへ向かった。ヴェネチアには翌日に到着し、ドックでシャフトブラケットがとりはずされた後再び曳航されてトリエステへ向かい、4月18日に着いた。1942年6月14日に「ローマ」はイタリア海軍に引き渡された。
「ローマ」は1942年8月21日にトリエステを離れ、駆逐艦「アスカリ」、「ボンバルディエーレ」、「フチリエーレ」、「レジオナリオ」に護衛されてタラントへ向かい、翌日到着して第9戦隊に加わった。11月12、13日に第9戦隊はタラントからナポリへ移動した。12月4日にナポリはアメリカ軍による爆撃を受け巡洋艦に大きな損害が発生。そのため第9戦隊は駆逐艦部隊に護衛されて12月6日にナポリを離れてラ・スペツィアへと向かい、翌日到着した。1943年2月12日から20日までジェノバでドック入りした。
4月14日、19日、6月5日とラ・スペツィアには空襲があり、6月5日には「ローマ」にも損害が生じた。6月5日の空襲はアメリカ軍のB-17爆撃機により行われたもので、「ローマ」は艦首付近の水中で爆発した2発の2000ポンド爆弾により損傷した。1発目の爆弾は右舷側に命中して貫通し、水中で爆発して6×5mほどの穴を空けた。2発目は左舷側で、船体に8×5mの穴を生じさせた。それによりおよそ2350トンの浸水があった。6月23、24日夜にもイギリス軍のアブロ・ランカスター爆撃機による空襲があり、「ローマ」にも小型爆弾2発が命中した。「ローマ」は7月1日に修理のため駆逐艦「ミトラリエーレ」、「ヴィンチェンツォ・ジョベルティ」、「プレムダ」などに護衛されてジェノバへ移動し、7月3日から8月13日までドックで修理が行われた。8月13日にドックを出ると、駆逐艦「ミトラリエーレ」、「カラピニエーレ」、「フチリエーレ」の護衛でその日のうちにラ・スペツィアに戻った。

### イタリア降伏と撃沈

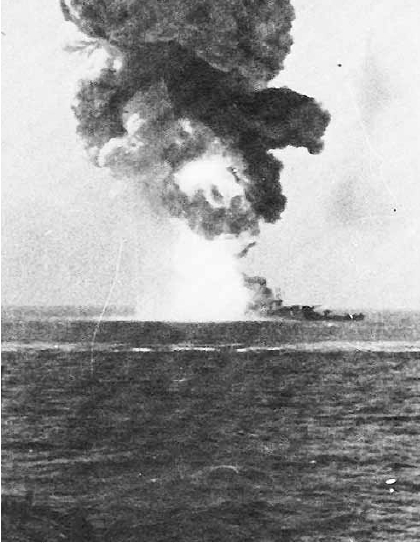
爆沈する戦艦「ローマ」。爆炎の左側に艦首が見える

1943年9月8日にイタリアは連合国に降伏し、「ローマ」は他の艦艇と共にラ・スペツィアを離れる。ローマは艦隊司令官のカルロ・ベルガミーニ提督の旗艦であり、艦長はアドーネ・デル・チーマであった。艦隊は戦艦「ヴィットリオ・ヴェネト」と「イタリア」、3隻の巡洋艦および8隻の駆逐艦から成り、他の艦は巡航の途中に合流した。
翌日、艦隊はサルデーニャ北部のアシナラ島近くでドイツ空軍のドルニエ Do 217 12機の攻撃を受けた。部隊はイストルを発進した第100爆撃航空団であった。
バドリオ元帥は攻撃を受けた場合の反撃だけを命じ、その命令は当初遵守された。しかしながら、艦隊が最後に対空砲火を開いた時、ドイツ機は艦隊の射程外 (5,000m) にあった。
ドイツ軍機は新型兵器であるフリッツXによる攻撃を行った。最初に攻撃を受けたのは「イタリア」であった。しかしながら「イタリア」は速力を維持し、その後、「ローマ」が直撃弾を受けた。1発目は艦中央部の90mm対空砲基部の間に命中し、甲板と側面を貫通、艦内部で爆発した。この爆発により速力は10ノット (19 km/h) に低下した。続いて2発目が2番砲塔と艦橋の間の左甲板に命中し、砲塔が爆発、艦は炎上し始めた。
16時12分に艦は爆発し、ベルガミニ提督、デル・チーマ艦長を含む1,350名の乗組員が死亡、艦は断裂し沈没した。596名がひどい火傷を負いながらも救助された。
「ローマ」は誘導爆弾によって沈められた最初の主力艦であった。
2012年6月28日、イタリア海軍はサルデーニャ島の北方30キロ沖合、水深1000メートルの海底にて沈没した「ローマ」の残骸を発見したと発表した。

## 画像

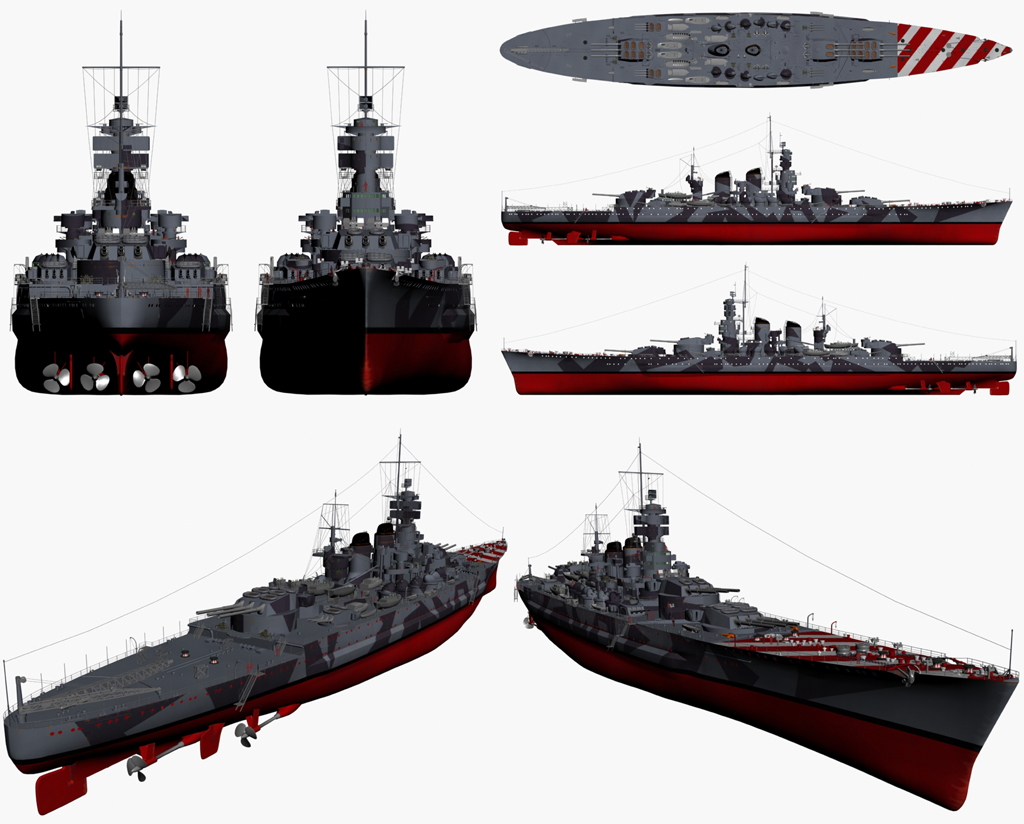
3Dモデル